# Aloysiuskapelle (Borghorst)
Koordinaten: 52° 7′ 25,3″ N, 7° 24′ 8,3″ O

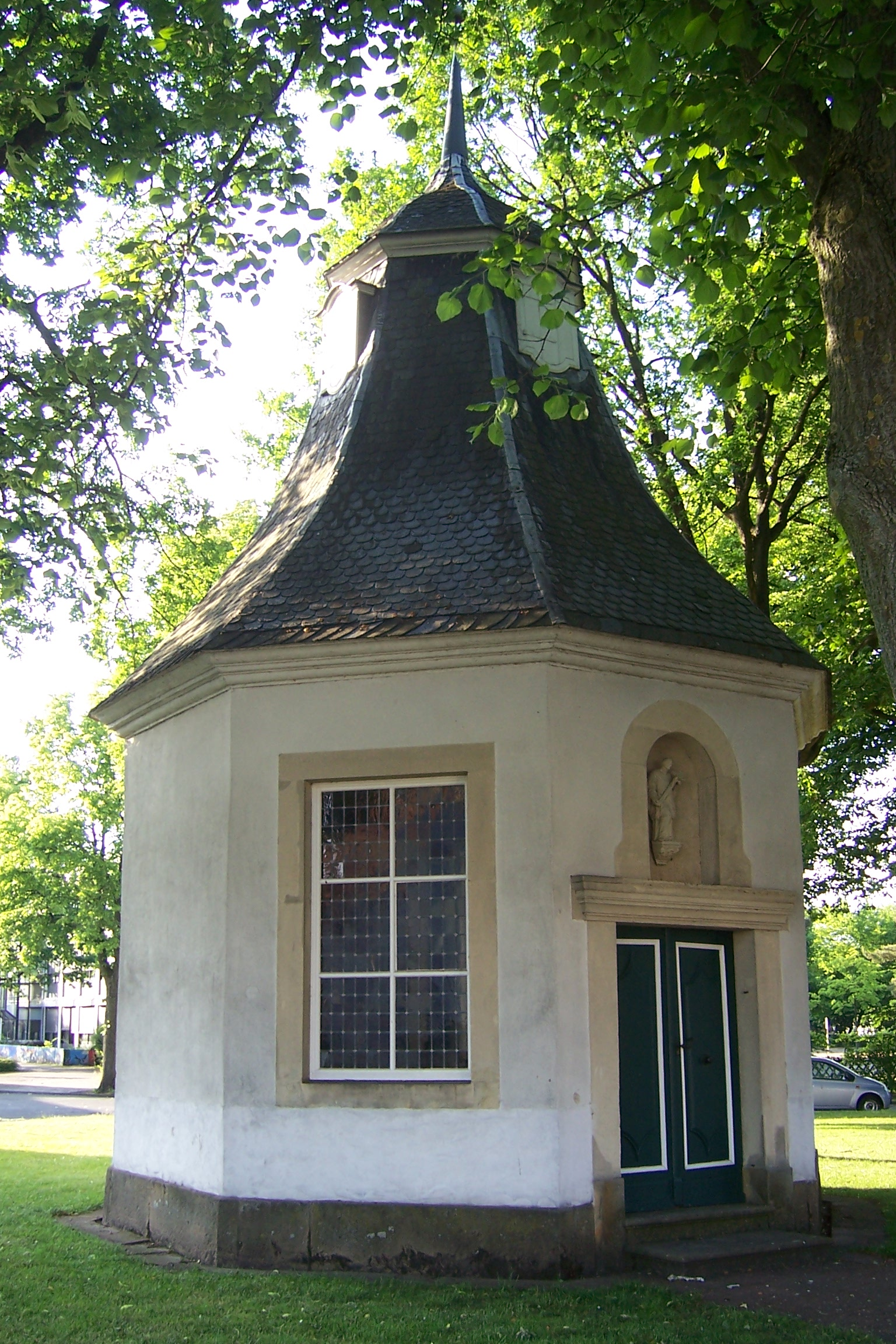
Aloysiuskapelle in Steinfurt-Borghorst. Portal auf der Südostseite.

Die Aloysiuskapelle ist ein denkmalgeschütztes Bauwerk im Steinfurter Ortsteil Borghorst. Sie ist das älteste unverändert erhalten gebliebene Bauwerk von Borghorst und eine Reminiszenz des Stiftes. Sie liegt nun im Stadtgebiet, zur Zeit ihrer Erbauung war der Standort ein außerhalb des damaligen Dorfes gelegenes Waldstück.

## Baugeschichte und Baubeschreibung
Von dem Gebäude aus dem Rokoko fehlen exakte Baudaten, doch eine urkundliche Erwähnung gibt es im Jahr 1757. Vermutlich ist aber das Gussjahr der Glocke (1749) auch das Erbauungsjahr. Das an eine Windmühle erinnernde Äußere lässt die Vermutung zu, dass es sich bei dem Architekten um einen niederländischen Mühlenbauer gehandelt haben könnte, auch der Glockengießer war ein Niederländer. 
Es handelt sich um einen achteckigen Zentralbau mit einer äußeren Kantenlänge der Seiten von ca. 2,60 m und ca. 22 m² Grundfläche, nicht geostet, sondern mit Altarwand auf der Nordwestseite dem Portal gegenüber. Gestiftet wurde sie aus privatem Vermögen der Äbtissin Antonetta Isabella Josina von Nagel zu Vornholz. Das Äußere des verputzten Baues wird von dem Portal, über dem in einer rundbogigen Nische der Kapellenpatron steht, und vier Rechteckfenstern mit sandsteinfarbener Laibung gegliedert. 
Das Dach, ursprünglich mit Schindeln und jetzt mit Schiefer gedeckt, wird von vier weißgestrichenen Luken optisch aufgelockert. Als Spitze dient ein vielzackiger goldfarbener Stern. 
Die inneren Wände wurden mit Delfter Kacheln ausgestattet, diese sind mit Fruchtgehängen bemalt. An den seitlichen Wänden des Oktogons ist eine umlaufende Bank angebracht, davor parallel dazu eine kommunionbankähnliche Absperrung auf gedrechselten Säulchen, so dass der Altarbereich von diesem ausgehend die Mitte des Zentralbaues einnimmt. Als Altaraufbau dient ein schlichtes hölzernes dezent beige gefasstes Retabel mit geschwungenem Abschluss, darauf befinden sich im oberen Abschnitt von gedrehten Säulen flankierte Figuren der zwölf Apostel, der Jungfrau Maria und des Hl. Johannes Nepomuk. Sie sind Nachbildungen, die Originale befinden sich nicht in der Aloysiuskapelle. 
Im unteren Abschnitt befinden sich drei Gemälde auf metallenem Grund; in der Mitte das größere den Hl. Aloysius, links davon kleiner der Hl. Ignatius und rechts in gleichem Ausmaß den Hl. Franz Xaver darstellend. Über dem mittleren Bild ist noch ein wesentlich kleineres, viertes. Es ist eines der Muttergottes. Um diese Gemälde gruppiert sich diverser Zierrat aus Pailletten und mit Silberdraht bestickten Reliquienkissen. Außerdem rahmen Rosen aus Silberdraht die Gemälde, das mittlere zu drei Seiten, die zwei flankierenden nur an ihren Ecken und es befinden sich im unteren Abschnitt der Altarwand etliche Agnus Dei diverser Jahrgänge (1. H. 18. Jhdt.) und Größen. Man geht davon aus, dass dieses jesuitisch geprägte Bildprogramm, obwohl ohnehin dem damaligen Zeitgeist entsprechend, auf Einflüsse des Coesfelder Kollegs zurückzuführen ist.

## Nutzung der Kapelle

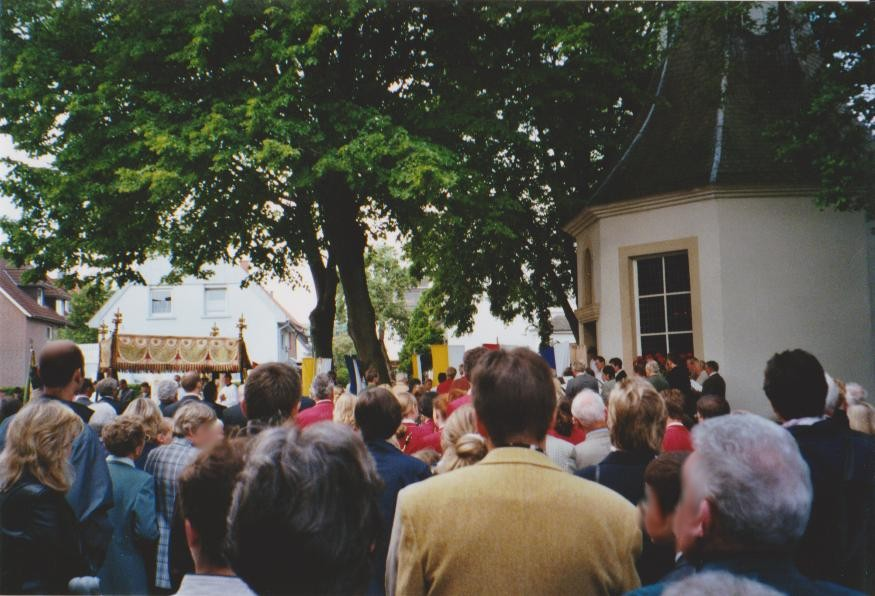
Die Aloysiuskapelle als Station der Fronleichnamsprozession.

Ursprünglicher Zweck war die private Andacht der Äbtissin, dazu ließ sie die Kapelle errichten. Bei der um 1830 eingestellten Laurentiusprozession im August war sie bis dato eine der vier Segensstationen, ebenso alljährlich bei der Fronleichnamsprozession der St.-Nikomedes-Pfarrei bis 2002. Zuletzt im Jahr 2005 war die Kapelle noch ein einziges Mal Segensstation an Fronleichnam. Am Festtag des Hl. Aloysius (21. Juni) fand dort in früheren Jahren eine Hl. Messe statt, anlässlich dieser Feier brachte man eine noch im Kirchenschatz der Pfarrei befindliche Figurine mit silbergetriebenem Kopf und ebensolchen Händen in die Kapelle (vgl.: Bekleiden von Bildwerken). Komplettiert wurde das hölzerne Gestell mit einem schwarzen Talar und einem Spitzenrochett. Eine Inschrift auf einem Bälkchen der Figurine gibt als Inhalt eine Reliquie des Hl. Aloysius an. Dieses Aloysiusreliquiar war 2008 Teil einer (überregionalen) Ausstellung im Kloster Dalheim. Vereinzelt nutzte man die Kapelle auch als Ort der Palmweihe und es fand jährlich am 21. Juni an dieser Kapelle ein Gottesdienst für Grundschulkinder statt, was beides wieder eingestellt wurde. Im Jahr 2019 fand in der Aloysiuskapelle am 21. Juni der reguläre Werktagsgottesdienst statt. 2022 fand dort am Fest des Hl. Aloysius kein Gottesdienst statt. 2023 berücksichtigt die Pfarrgemeinde die Aloysiuskapelle am dem 21. Juni folgenden Samstag und verlegt die Sonntagvorabendmesse in (an?) die Kapelle. 2024 fand an oder in der Kapelle kein Gottesdienst in Bezug auf den 21.6. statt., 2025, der 21.6. fiel auf einen Samstag, fand die Vorabendmesse zum Sonntag an der Aloysiuskapelle statt. Eine gelegentliche Nutzung der Kapelle für Gottesdienste in manchen Jahren findet foglich statt.
2019 und in den Jahren davor war die Aloysiuskapelle am Tag des offenen Denkmals im September geöffnet, nicht jedoch am Denkmaltag 2021.